# Rüdesheimer Platz
Rüdesheimer Platz – plac w Berlinie, w Niemczech, w dzielnicy Wilmersdorf, okręgu administracyjnym Charlottenburg-Wilmersdorf.  
Przy placu znajduje się stacja metra linii U3 Rüdesheimer Platz.